# Prostaatembolisatie
Prostaatembolisatie is een minimaal invasieve medische techniek die tot doel heeft bij een Benigne prostaathypertrofie de prostaat tot jeugdige proportie terug te brengen, teneinde de urineweg weer vrij te maken. Een groot voordeel ten opzichte van andere behandelingen – zoals TURP of GreenLight Laser-therapie – is dat er geen kans is op seksuele disfunctie.
Het onderzoek en de behandeling vinden plaats op de afdeling Radiologie, omdat de bloedvaten zichtbaar gemaakt moeten worden door middel van een jodiumhoudende contrastvloeistof.
Bij deze embolisatie worden via de endo-arteriële weg (via de arteriële bloedvaten) met een katheter in de lies, kleine plastic of gelatine korreltjes ingebracht in de bloedvaten die bloed vervoeren naar de prostaat. De bloedtoevoer wordt hierdoor afgesloten en de prostaat wordt geleidelijk aan kleiner, waardoor een gunstig effect wordt bereikt op deze plasklachten.
Het is een behandeling die ongeveer twee uur in beslag neemt. Daarop volgt verblijf in het ziekenhuis, gedurende acht uren om eventuele bloedingen in de lies te voorkomen en om de contrastvloeistof uit het lichaam te verwijderen.
De techniek is afkomstig uit de V.S., waar deze rond 2013 onder de naam Prostatic Arteriy Embolization (PAE) is geïntroduceerd. In een in het wetenschappelijk tijdschrift Cardiovascular Interventional Radiology verschenen artikel is bekendgemaakt dat bij ongeveer 30% van de patiënten die embolisatie van de prostaat hebben ondergaan, de plasklachten waren teruggekeerd.
In Nederland wordt de behandeling anno 2017 aangeboden in slechts twee ziekenhuizen, aangezien Nederlandse urologen niet unaniem overtuigd zijn van de waarde van deze behandeling van goedaardige prostaatvergroting.